# Zürser See
Der Zürser See (auch Zürsersee) ist ein natürlicher Hochgebirgssee oberhalb des zur Gemeinde Lech gehörenden Ortsteils Zürs. Der Zürser See liegt inmitten des Skigebiets Lech-Zürs auf etwa  2144 m ü. A. im Lechquellengebirge im österreichischen Bundesland Vorarlberg. Im Süden und Westen des Sees erheben sich die Wildgrubenspitzen, im Südosten die Hasenfluh, östlich befindet sich nach dem Seekopf das vom Zürser Bach durchflossene Tal mit der Ortschaft Zürs.
Sein Wasser wird durch einen Stollen unter der Oberen Wildgrubenspitze hindurch zum Spullersee geleitet.

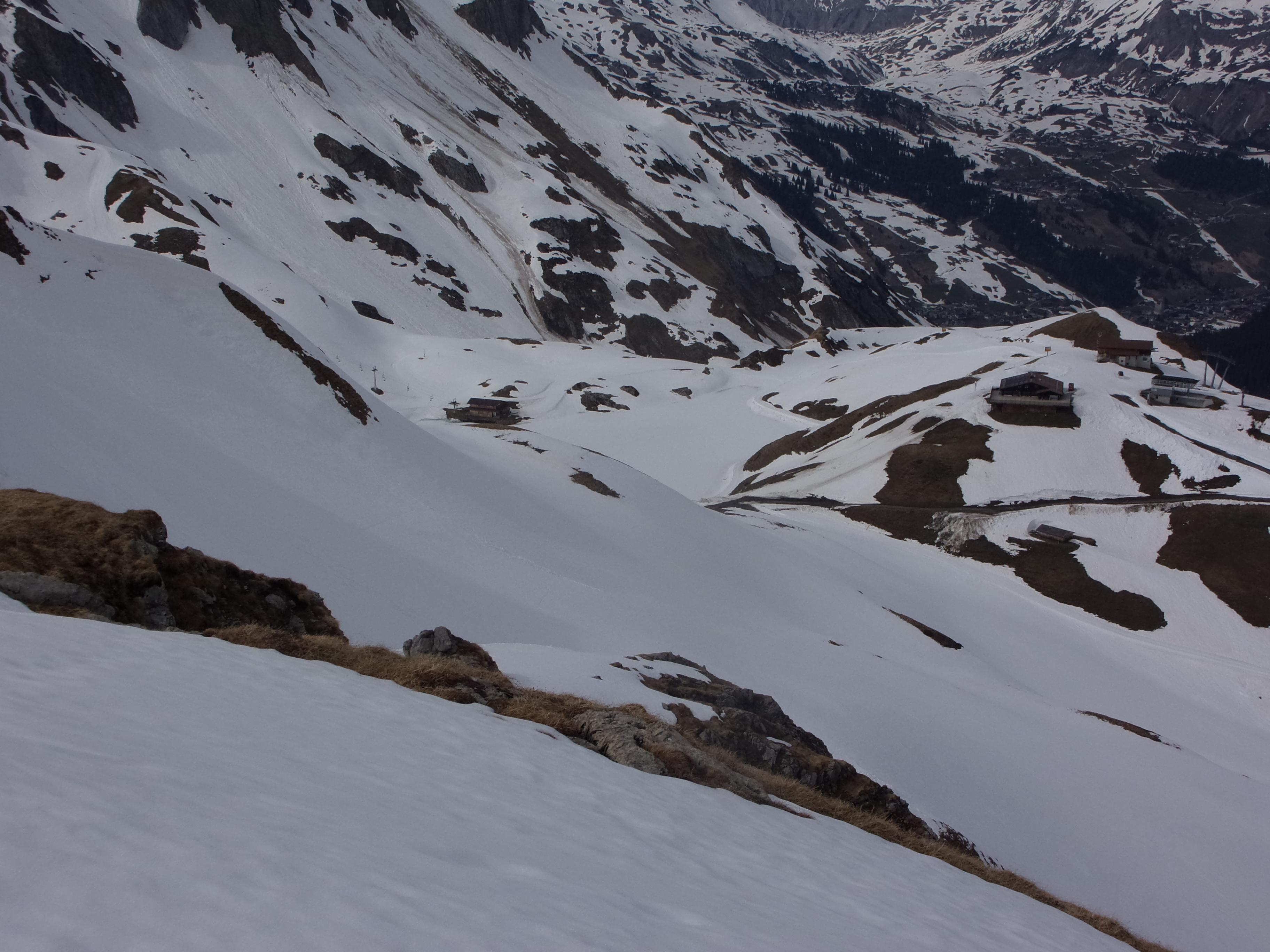
Der noch gefrorene Zürser See im April 2020

Besonders bekannt ist das Gebiet um den Zürser See durch das Skigebiet, in welchem mehrere Seilbahnen zum Zürser See beziehungsweise von diesem weg führen. Daneben gibt es außerhalb der Wintersaison zahlreiche Wanderwege zum See.
Seit 2013 steht oberhalb des nordwestlichen Ufers eine Niederschlagsmessstation des Hydrografischen Dienstes Vorarlberg auf 2159 m ü. A. Das Gebiet westlich und nordwestlich des Arlbergs gilt allgemein als niederschlagsreich, so wurden seit Bestehen der Station minimal 1489 mm (2015) und maximal 2148 mm (2017) Jahresniederschlag gemessen.